# داء الشعاريات المعوي
داء الشعاريات (بالإنجليزية: Intestinal capillariasis) هو داء تسببه الشعارية الفليبينية.